# Nati nel 1493
| Questa pagina contiene informazioni ricavate automaticamente dalle voci biografiche con l'ausilio del template Bio e di un bot. L'aggiornamento è periodico e automatico e ricostruisce completamente la pagina. Se manca una persona in questa lista, sei pregato di non aggiungerla, ma accertati piuttosto che la sua voce biografica contenga il template Bio e che i dati anagrafici siano correttamente compilati. Se il template Bio manca, inseriscilo tu stesso o, in alternativa, metti l'avviso {{tmp\|Bio}} che ne segnala la mancanza. Se i dati riportati sono sbagliati, correggi direttamente la voce biografica; le modifiche saranno visibili in questa lista entro pochi giorni. Per chiarimenti vedi il progetto biografie. La lista contiene solo le 60 persone che sono citate nell'enciclopedia e per le quali è stato implementato correttamente il template Bio. Pagina aggiornata al 10 lug 2025. |

## Gennaio(8)
- 1º gennaio - Pargali Ibrahim Pascià, funzionario ottomano († 1536)
- 2 gennaio - Luigi di Borbone-Vendôme, cardinale e vescovo cattolico francese († 1557)
- 6 gennaio - Olaus Petri, religioso svedese († 1552)
- 9 gennaio - Giovanni di Brandeburgo-Ansbach, nobile tedesco († 1525)
- 10 gennaio - Nicolaus Olahus, arcivescovo cattolico e alchimista ungherese († 1568)
- 21 gennaio - Giovanni Poggio, cardinale e vescovo cattolico italiano († 1556)
- 25 gennaio - Massimiliano Sforza, duca italiano († 1530)
- 26 gennaio - Ippolita Sforza, nobile italiana († 1501)

## Marzo(2)
- 5 marzo - Anna Bijns, poetessa fiamminga († 1575)
- 15 marzo - Anne de Montmorency, militare e nobile francese († 1567)

## Aprile(2)
- 11 aprile - Giorgio I di Pomerania, nobile tedesco († 1531)
- 25 aprile - Giovanni Gaddi, letterato italiano († 1542)

## Maggio(2)
- 5 maggio - Alessandro Pasqualini, architetto italiano († 1559)
- 6 maggio - Girolamo Seripando, cardinale e arcivescovo cattolico italiano († 1563)

## Giugno(2)
- 5 giugno - Justus Jonas, teologo e poeta tedesco († 1555)
- 10 giugno - Anton Fugger, banchiere e mercante tedesco († 1560)

## Agosto(2)
- 10 agosto - Andrea Matteo Palmieri, cardinale e arcivescovo cattolico italiano († 1537)
- 24 agosto - Girolamo Bellarmato, architetto, ingegnere e cartografo italiano († 1555)

## Settembre(1)
- 28 settembre - Agnolo Firenzuola, scrittore italiano († 1543)

## Ottobre(2)
- 14 ottobre - Shimazu Tadayoshi, militare giapponese († 1568)
- 26 ottobre - Francesco Sfondrati, cardinale e arcivescovo cattolico italiano († 1550)

## Novembre(4)
- 11 novembre - Bernardo Tasso, poeta italiano († 1569)
- 13 novembre - Guglielmo IV di Baviera, duca († 1550)
- 14 novembre - Paracelso, medico, alchimista e astrologo svizzero († 1541)
- 25 novembre - Osanna di Cattaro, religiosa montenegrina († 1565)

## Dicembre(3)
- 9 dicembre - Íñigo López de Mendoza, nobile spagnolo († 1566)
- 27 dicembre - Johann Pfeffinger, teologo tedesco († 1573)
- 31 dicembre - Eleonora Gonzaga della Rovere, duchessa italiana († 1550)

## Senza giorno specificato(32)
- Asakura Takakage, militare giapponese († 1548)
- Orazio Baglioni, nobile e condottiero italiano († 1528)
- Ermolao Barbaro, politico italiano († 1556)
- Ginevra Bentivoglio, nobildonna italiana († 1524)
- Michele Bertucci, pittore italiano († 1520)
- Theobald Billicanus, umanista tedesco († 1554)
- Giovanni Borgia Enriquez, nobile, letterato e militare spagnolo († 1543)
- Bartholomäus Bruyn, pittore tedesco († 1555)
- Angelo Cattani da Diacceto, vescovo cattolico italiano († 1574)
- Marco Dente, incisore italiano († 1527)
- Sigismondo II d'Este, nobile e militare italiano († 1561)
- Filippo IV di Waldeck, nobile tedesco († 1574)
- Pedro de la Gasca, vescovo cattolico, diplomatico e generale spagnolo († 1567)
- Antonia Gonzaga, nobildonna italiana († 1540)
- Vincenzo Grandi, scultore italiano († 1577)
- Lupus Hellinck, compositore fiammingo († 1541)
- Charles de Hémard de Denonville, cardinale e vescovo cattolico francese († 1540)
- Hōjō Genan, militare giapponese († 1589)
- Robert Maxwell, V Lord Maxwell, nobile, militare e politico scozzese († 1546)
- Pedro de Medina, cosmografo e cartografo spagnolo († 1567)
- Nicolás Monardes, medico e botanico spagnolo († 1588)
- Petrus Mosellanus, umanista, filologo e teologo tedesco († 1524)
- Cecilia Orsini, nobildonna italiana († 1579)
- Antoine Sanguin de Meudon, cardinale e vescovo cattolico francese († 1559)
- Gianbernardino Scotti, cardinale e arcivescovo cattolico italiano († 1568)
- Pedro de Soto, presbitero e teologo spagnolo († 1563)
- Sten Sture il Giovane, sovrano svedese († 1520)
- Alexander Stewart, nobile e arcivescovo cattolico scozzese († 1513)
- Tommaso Vincidor, pittore e architetto italiano († 1536)
- Giovanni Domenico de Cupis, cardinale e vescovo cattolico italiano († 1553)
- Ginés de Mafra, marinaio spagnolo († 1546)
- Abd al-Wahhab al-Sha'rani, giurista egiziano († 1565)